# Edouard Franck
Edouard Franck, auch Edouard Frank (* 5. April 1934) ist ein zentralafrikanischer Politiker. Er war von 1991 bis 1992 Premierminister der Zentralafrikanischen Republik (RDC).

## Politische Laufbahn
Franck ist Jurist, 1986 war er Richter im Verfahren gegen den aus dem Exil zurückgekehrten Ex-Präsidenten und Ex-Kaiser Jean-Bédel Bokassa.
Er wurde am 15. März 1991 Premierminister unter dem seit 1981 regierenden Präsidenten André Kolingba, als das zehn Jahre zuvor abgeschaffte Amt wieder eingeführt wurde. Er gehörte Kolingbas bisheriger Einheitspartei Rassemblement Démocratique Centrafricain (RDC) an. Die Parlaments- und Präsidentschaftswahlen vom 25. Oktober 1992 wurden vom Obersten Gericht wegen Unregelmäßigkeiten annulliert. Seine Amtszeit endete am 4. Dezember 1992.
Seit den 1990er Jahren war er während der Präsidentschaft von Ange-Félix Patassé zunächst Präsident des Verfassungsgerichts, später des Obersten Gerichtshofes. Im September 2004 ernannte ihn der seit März 2003 regierende Präsident François Bozizé zu seinem Berater in Rechtsfragen.